# Pseudophasmatidae
Pseudophasmatidae är en familj av insekter. Pseudophasmatidae ingår i överfamiljen Pseudophasmatoidea, ordningen Phasmida, klassen egentliga insekter, fylumet leddjur och riket djur. Enligt Catalogue of Life omfattar familjen Pseudophasmatidae 293 arter.

## Dottertaxa till Pseudophasmatidae, i alfabetisk ordning[1]
- Acanthoclonia
- Agamemnon
- Agrostia
- Anisa
- Anisomorpha
- Antherice
- Anthericonia
- Atratomorpha
- Autolyca
- Brizoides
- Chlorophasma
- Citrina
- Columbiophasma
- Creoxylus
- Decidia
- Dicranoclonia
- Eucles
- Euphasma
- Grylloclonia
- Hesperophasma
- Holca
- Holcoides
- Hypocyrtus
- Ignacia
- Isagoras
- Laciphorus
- Lamponius
- Malacomorpha
- Metriophasma
- Mirophasma
- Monticomorpha
- Nanhuaphasma
- Neophasma
- Oestrophora
- Olcyphides
- Olinta
- Pachyphloea
- Paranisomorpha
- Paraphasma
- Parastratocles
- Parobrimus
- Periphloea
- Perliodes
- Peruphasma
- Planudes
- Prexaspes
- Pseudophasma
- Pteranisomorpha
- Pterinoxylus
- Reticulonigrum
- Rhynchacris
- Setosa
- Stratocles
- Taraxippus
- Tenerella
- Tersomia
- Tithonophasma
- Urucumania
- Xera
- Xerosoma
- Xylospinodes